# Сологубовский, Алексей Лукич
Алексей Лукич Сологубовский (15.10.1907, Люботин, современная Харьковская область, Украина, — 20.04.1998, Москва) — советский военачальник, генерал-майор, участник боев под Дубно в 1941 году и в Монголии в 1944—1945 годах.
Отец сценариста Николая Алексеевича Сологубовского, члена Союза писателей.

## Биография
Участвовал в Гражданской войне с 1920 по 1921 год в составе 32-й стрелковой дивизии.
В 1939 году, командуя 148-м кавалерийским полком 34-й кавалерийской дивизии, участвовал в освободительном походе Красной Армии в Западную Белоруссию в 1939 году.
В июне 1941 года командовал 12-м мотострелковым полком 12-й танковой дивизии 8-го механизированного корпуса, участвовал в контрударе корпуса в районе Броды-Дубно. В июле того же года назначен командиром 78-го кавалерийского полка 55-й кавалерийской дивизии. Был в окружении, в октябре при выходе из окружения был ранен и тяжело контужен. Находился на излечении до 21.01.1942
В августе 1942 года назначен командиром 147-го запасного кавалерийского полка, в марте 1943 года полк переформирован в 4-ю запасную кавалерийскую бригаду Средне-Азиатского военного округа, занимался подготовкой пополнения для гвардейский кавалерийских корпусов.
С 1944 года командовал в/ч 9999 (в ведении ГРУ Генштаба) на территории Монгольской Народной Республики.
11.07.1945 присвоено звание генерал-майора
Демобилизован 16.01.1960.
Похоронен на Хованском Центральном кладбище в Москве.

## Награды
- орден Ленина (30.04.1945)
- три ордена Красного Знамени (**.11.1943, 25.04.1944, 19.11.1951)
- два ордена Красной Звезды (16.08.1936, 04.02.1942)
- орден Отечественной войны I степени (06.04.1985)
- Орден «Полярная Звезда» (06.07.1971)
- Медаль «За победу над Германией в Великой Отечественной войне 1941—1945 гг.» (09.05.1945)